# Estrutura de produtos
Estrutura de produtos (ou em inglês: Bill Of Materials (BOM)) pode ser uma lista de materiais brutos, pré-montados, subcomponentes, componentes ou partes, e a quantidade necessária de cada um para manufaturar um produto por completo. Pode ser usado para comunicação entre parceiros de negócios ou por simples organização de um projeto, a fim de realizar uma estocagem prévia.
Pode ser definida de acordo com a intenção do projeto, variando seus tipos de estruturação, contendo desde propostas com foco em engenharia ou ordenação por preço, até uma relação de itens para a realização de manutenções. No processo industrial ela também é conhecida como uma fórmula, receita ou lista de ingredientes. Na eletrônica, representa uma lista de componentes usados numa placa de circuito impresso. Uma vez o projeto completado, a BOM é passada para para a equipe de compras ou engenheiros de produção, como no caso da eletrônica, na qual irão obter os itens determinados.
Uma BOM é naturalmente hierárquica, com o nível superior representando o produto concluído, em que pode ser um subproduto ou ele por inteiro. Historicamente, o primeiro banco de dados automatizado desenvolvido para organização de uma estrutura de produto foi no começo da década de 1960. Abaixo segue uma lista de seus principais tipos:
| Tipo              | Descrição | Exemplo |
| ----------------- | --- | --- |
| Simples ou Padrão | Disponibiliza apenas um nível de subitens. Os componentes diretamente necessários para manufaturar inteiramente ou de forma modular | Receita de suco. Possui apenas os ingredientes necessários para fazer diretamente o suco (A fruta do suco, a água e o liquidificador)                                    |
| Modular           | Disponibiliza vários níveis de materiais para construir em partes o produto final                                                   | Estrutura de materiais de uma indústria automotiva. Onde necessita de vários documentos para pelo menos as áreas de Sistema, Linha de montagem, Ferramentaria e Unidade. |

Quando num processo de montagem um item não possui de fato um estoque efetivo, damos a ele o nome de item fantasma. Ou seja, apesar dele estar entre os componentes necessários, sua armazenagem não é realmente duradoura o suficiente para ser significativa.